# Dayun (köpinghuvudort i Kina, Zhejiang Sheng, lat 30,78, long 120,95)
Dayun är en köpinghuvudort i Kina. Den ligger i provinsen Zhejiang, i den östra delen av landet, omkring 95 kilometer nordost om provinshuvudstaden Hangzhou. Antalet invånare är 23 428. Befolkningen består av 11 412 kvinnor och 12 016 män. Barn under 15 år utgör 11,0 %, vuxna 15-64 år 80 %, och äldre över 65 år 8,0 %.
Runt Dayun är det tätbefolkat, med 849 invånare per kvadratkilometer. Närmaste större samhälle är Jiaxing, 19,0 km väster om Dayun. Trakten runt Dayun består till största delen av jordbruksmark.
Genomsnittlig årsnederbörd är 1 712 millimeter. Den regnigaste månaden är juni, med i genomsnitt 277 mm nederbörd, och den torraste är november, med 65 mm nederbörd.